# Campylopus extinctus
Campylopus extinctus là một loài rêu trong họ Dicranaceae. Loài này được J.-P. Frahm mô tả khoa học đầu tiên năm 1996.